# Décès en 1416
Décès
- 1412
- 1413
- 1414
- 1415
- 1416
- 1417
- 1418
- 1419
- 1420

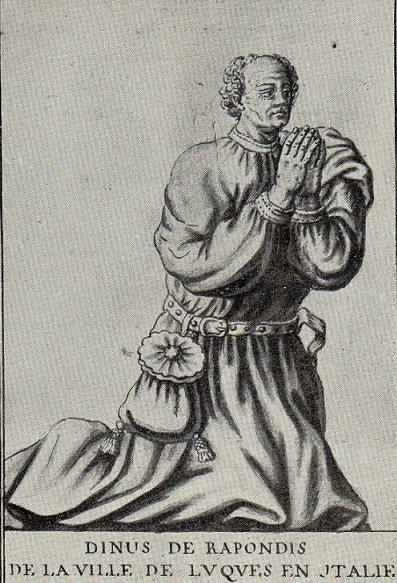
Dino Rapondi, mort en 1416.

Cette page dresse une liste de personnalités mortes au cours de l'année 1416 :
- 21 janvier : Jacopo Avanzi, peintre italien de la pré-Renaissance.
- 1er février : Dino Rapondi, banquier et marchand italien.
- 5 mars : Éléonore de Castille, princesse de Castille.
- 29 mars : Euthyme II de Constantinople, patriarche de Constantinople.
- 2 avril : Ferdinand Ier d'Aragon, dit d'Antequera, le Juste, de Trastàmara ou l'Honnête, roi d'Aragon, comte de Barcelone, de Besalú, de Pallars Jussà, de Roussillon, de Cerdagne et d'Empúries, roi de Valence, roi de Majorque, roi de Sardaigne et titulaire de Corse et roi de Sicile, comte d'Urgell et vicomte d'Àger.
- 23 avril : Blaise de Parme, philosophe, mathématicien et savant italien.
- 21 mai : Anne de Celje, reine consort de Pologne, grande-duchesse consort de Lituanie.
- 30 mai : Jérôme de Prague, théologien tchèque disciple de Jean Hus, brûlé vif 9 mois après lui à Constance (Allemagne).
- 15 juin : Jean Ier de Berry,  duc de Berry, d'Auvergne,  comte de Poitiers, de Montpensier et d'Étampes.
- 6 juillet : Jean II de Mecklembourg-Stargard, duc de Mecklembourg (Jean V) et prince de Mecklembourg-Stargard.
- 4 septembre : Jean Ier de Nassau-Dillenbourg, comte de Nassau-Dillenbourg.
- 12 septembre : Raymond de Cadoëne, grand prieur puis abbé de l'abbaye de Cluny.
- 24 septembre : Andrea Malatesta, condottiere italien, seigneur de Cesena, Cervia Bertinoro et Fossombrone.
- octobre : Bandello Bandelli, cardinal italien.
- 13 octobre : Gatien de Monceaux, évêque de Quimper.
- 3 décembre : Henri Ier de Brunswick, dit « le Doux », duc de Brunswick-Lunebourg, prince de Lunebourg ainsi que prince de Brunswick-Wolfenbüttel.
- 26 décembre : Éléonore d'Aragon, reine de Chypre.
- 31 décembre : Art Mor mac Art MacMurrough Kavanagh, chef du clan Mac Murrough Kavanagh.

Date non connue :
- Ramon Bosc, prêtre et écrivain catalan en latin.
- Marguerite de Bourbon, noble française.
- Christian de Hauterive, évêque de Tréguier.
- Pol, Jean et Hermann de Limbourg, enlumineurs néerlandais.
- Julienne de Norwich, religieuse mystique anglaise ayant vécu comme recluse.
- Blaise de Parme (né vers 1355), philosophe, mathématicien et savant italien.
- Thomas III de Saluces, marquis de Saluces.
- Antoinette de Turenne, noble française.
- Bernard du Peyron, évêque de Nantes, de Tréguier puis de Tarbes.
- Pierre Fabri II, évêque de Riez.
- Wang Fu, peintre chinois.
- Hananchi, troisième et dernier souverain du royaume de Hokuzan.
- Hrvoje Vukčić Hrvatinić, ban de Croatie, grand duc de Bosnie et duc de Split.

## Crédit d'auteurs
- Cet article est partiellement ou en totalité issu de l'article intitulé « 1416 » (voir la liste des auteurs).